# Flammenkolibri
Der Flammenkolibri (Topaza pyra) oder Schwarznacken-Topaskolibri ist eine Vogelart aus der Familie der Kolibris (Trochilidae). Die Art hat ein großes Verbreitungsgebiet, das die südamerikanischen Länder Brasilien, Kolumbien, Ecuador, Peru und Venezuela umfasst. Der Bestand wird von der IUCN als „nicht gefährdet“ (Least Concern) eingeschätzt.

## Merkmale
Der männliche Flammenkolibri erreicht eine Körperlänge von etwa 19 bis 19,5 cm, während das Weibchen nur ca. 13 bis 13,5 cm groß wird. Der dicke, relativ kurze, gebogene schwarze Schnabel wird ca. 25 mm lang. Sowohl Männchen als auch Weibchen wiegen ca. 10 Gramm. Beide Geschlechter ähneln dem Rotnacken-Topaskolibri (Topaza pella). Der Kopf und das Brustband des Männchens sind schwarz. Die Kehle glitzert stark goldgrün. Während der Vorderrücken dunkelrot ist, geht die Farbe am Hinterrücken ins Goldene über. Die Schwanzdecken sind grün. Der Bauch glänzt dunkelkupferrot. Die dunkelrotbraunen Flügeldecken werden unten schwärzlich. Die schwarzbraunen Schwingen kann man nur während des Fluges erkennen. Die Steuerfedern glänzen dunkelgrün, werden aber seitlich schwärzlichpurpurn. Die Füße sind braun. Das Weibchen schimmert goldbronzegrün mit einem rötlichen Kehlfleck. Der schwärzlichpurpurne Schwanz ist an den Außenfedern ocker schattiert.

## Habitat
Der Flammenkolibri lebt in den Regenwäldern der tropischen Zonen, offenen Waldlichtungen, entlang von Flüssen und den Rändern der Savanne in Höhen zwischen 100 und 300 Metern.

## Verhalten
Vorzugsweise ernährt sich der Flammenkolibri von Insekten. Man sieht ihn selten bei der für Kolibris typischen Nektarsuche an Blumen. Zur Jagd stürzt er entweder vom Ast auf die Beute, fängt die Insekten schwebend über Wasser oder raubt ganz einfach Spinnweben aus.

## Unterarten

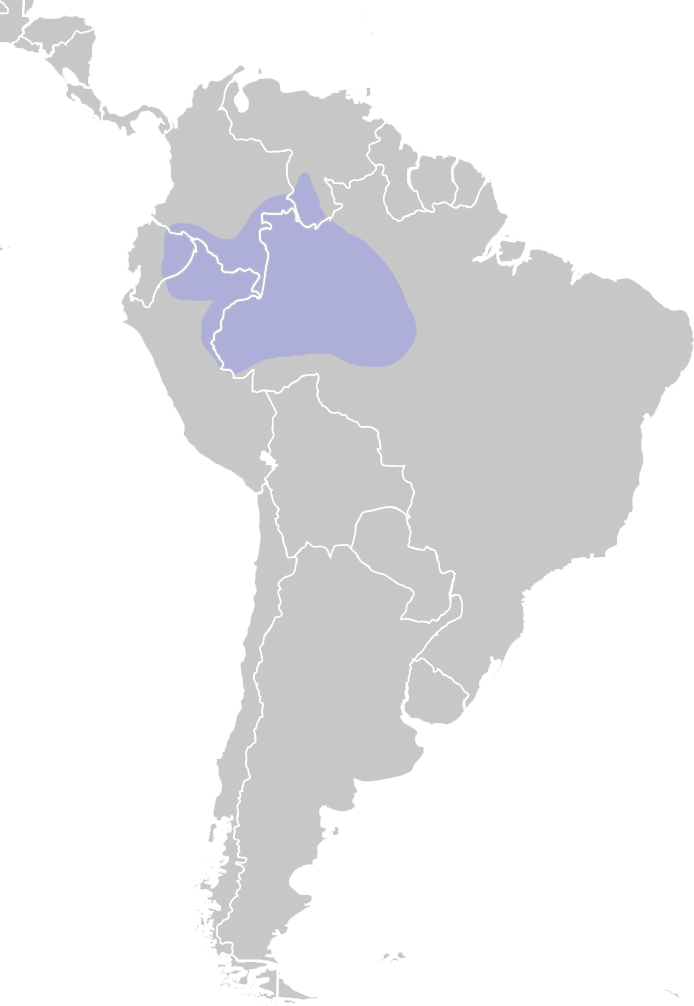
Verbreitung des Flammenkolibris

Bisher sind zwei Unterarten des Flammenkolibris bekannt:
- Topaza pyra pyra (Gould, 1846)[2]
- Topaza pyra amaruni Hu, Joseph & Agro, 2000[3]

T. p. amaruni unterscheidet sich dadurch, dass die Federn am Unterschenkel signifikant schwarz sind. Die Nasengrube, die bei T. p. pyra vorhanden ist, ist bei T. p. amaruni entweder gar nicht vorhanden oder nur schwach ausgeprägt.
Überlegungen, den Rotnacken-Topaskolibri und den Flammenkolibri in einer Spezies zusammenzufassen, werden vom South American Classification Committee bisher abgelehnt.

## Etymologie und Forschungsgeschichte

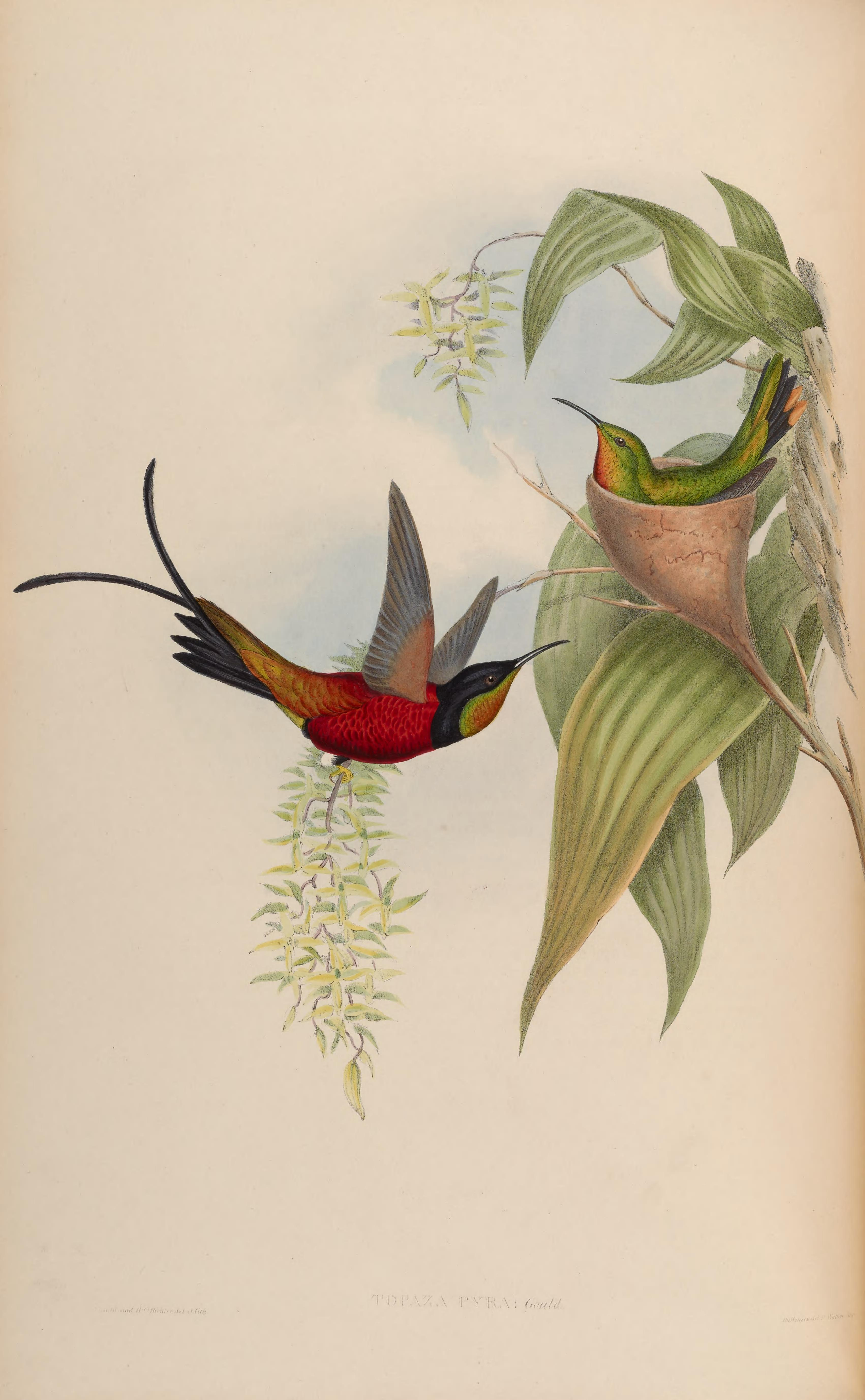
Topaza pyra, gemalt von John Gould

John Gould beschrieb den Flammenkolibri unter dem Namen Trochilus pyra. Als Fundort nannte er den Rio Negro in Brasilien. Erst später wurde er der 1840 von George Robert Gray eingeführten neuen Gattung Topaza zugeordnet. Dieser Name ist lateinischen Ursprungs und leitet sich von topazus für „grün, Jaspis-grün“ ab. Das Artepitheton pyra vom griechischen Wort πυρ, πυρός pyr, pyrós bedeutet „Feuer, Lichtsignal“. Amurun ist ein Wort aus dem Quechua und bedeutet „Anakonda“.